# Championnat d'Italie de football de deuxième division 1958-1959
Navigation
Édition précédente Édition suivante
La saison 1958-1959 de Serie B, organisée par la Lega Calcio pour la treizième fois, est la 27e édition du championnat de deuxième division en Italie. Le championnat passe à partir de cette saison à 20 équipes. Les deux premiers sont promus directement en Serie A et les deux derniers sont relégués en Serie C.
À l'issue de la saison, l'Atalanta Bergame termine à la première place et monte en Serie A 1959-1960 (1re division), accompagné par le vice-champion, Palerme.

## Compétition
La victoire est à deux points, un match nul à 1 point.

### Classement
| Rang | Équipe             | Pts | J  | G  | N  | P  | Bp | Bc | Diff |
| ---- | ------------------ | --- | -- | -- | -- | -- | -- | -- | ---- |
| 1    | Atalanta Bergame R | 51  | 38 | 18 | 15 | 5  | 62 | 30 | +32  |
| 2    | Palerme            | 49  | 38 | 18 | 13 | 7  | 52 | 28 | +24  |
| 3    | Lecco              | 45  | 38 | 16 | 13 | 9  | 50 | 42 | +8   |
| 4    | Reggiana P         | 43  | 38 | 17 | 9  | 12 | 45 | 36 | +9   |
| 5    | Cagliari Calcio    | 43  | 38 | 15 | 13 | 10 | 48 | 48 | 0    |
| 6    | Hellas Vérone R    | 42  | 38 | 16 | 10 | 12 | 54 | 43 | +11  |
| 7    | Monza              | 40  | 38 | 14 | 12 | 12 | 42 | 33 | +9   |
| 8    | Côme               | 40  | 38 | 16 | 8  | 14 | 47 | 42 | +5   |
| 9    | Venise             | 39  | 38 | 14 | 11 | 13 | 45 | 41 | +4   |
| 10   | Messine            | 38  | 38 | 12 | 14 | 12 | 49 | 42 | +7   |
| 11   | Novare Calcio      | 38  | 38 | 14 | 10 | 14 | 45 | 48 | -3   |
| 12   | Tarente            | 37  | 38 | 11 | 15 | 12 | 37 | 41 | -4   |
| 13   | Brescia            | 36  | 38 | 10 | 16 | 12 | 47 | 46 | +1   |
| 14   | Modène             | 34  | 38 | 10 | 14 | 14 | 34 | 45 | -11  |
| 15   | Marzotto Valdagno  | 34  | 38 | 12 | 10 | 16 | 26 | 36 | -10  |
| 16   | Calcio Catane      | 33  | 38 | 9  | 15 | 14 | 37 | 42 | -5   |
| 17   | Sambenedettese     | 33  | 38 | 6  | 21 | 11 | 32 | 44 | -12  |
| 18   | Parme              | 32  | 38 | 10 | 12 | 16 | 41 | 64 | -23  |
| 19   | Vigevano P         | 28  | 38 | 9  | 10 | 19 | 30 | 49 | -19  |
| 20   | Prato              | 25  | 38 | 8  | 9  | 21 | 31 | 54 | -23  |

|  | Promotion en Serie A                        |
|  | Relégation en Serie C                       |
|  | P : Promu de Serie C R : Relégué de Serie A |